# Rich Internet Application
A Rich Internet Application (RIA) egy webalkalmazás, amely nagyban hasonlít az asztali alkalmazásokhoz. Általában oldal specifikus böngésző (Site Specific Browser(SSB)), böngészőben található bővítmény, független homokozó, Javascript kiterjesztett használata vagy virtuális gép segítségével kerülnek forgalomba. Manapság a három legelterjedtebb platform az Adobe Flash, a JavaFX illetve a Microsoft Silverlight melyek 96%, 76%, és 68%-os asztali böngésző támogatottsággal rendelkeznek.(2012. januári adatok) Ezen bővítmények támogatása a mobile platformokon annak ellenére alacsony, hogy az internet forgalom megnövekedett ezekről az eszközökről.
Alapvetően a felhasználónak telepítenie kell az operációs rendszerbe egy környezetet, amely letölti, frissíti, ellenőrzi is futtatja a RIA alkalmazást. Ezután a művelet után kezdheti el használni azt. Ez a tulajdonság különbözteti meg legjobban a Javascript alapú alternatíváktól, amilyen például az AJAX, amelyek a böngésző beépített funkcióját használják.
A RIA alkalmazások uralják az online játékokat illetve az olyan alkalmazásokat amelyekben videó felvételre van szükség (megjegyzendő kivétel itt a Gmail ami a saját böngészőbe beépülő modulját használja).
A webes szabványok, mint például a HTML5, némiképp fejlődtek, ahogyan a böngészők kompatibilitása is ezekkel a szabványokkal. Ennek ellenére még mindig szükség van a plug-ineken alapuló RIA-ára a videó felvételekhez, még úgy is, hogy a HTML5 és a Javascript alapú widget eszköztár alternatív megoldásokat biztosít a mobil webböngészésre.

## Fontosabb platformok
Az alábbi platformok birtokolják a piaci részesedés több mint 50%-át asztali környezetben.

### Adobe Flash
Az Adobe Flash vektorok és rasztegrafikák manipulálásával éri el a szövegek, rajzok és képek animációját. Támogatja a kétirányú hang és videó adatfolyamot, és a felhasználó interakciót egér, billentyűzet, mikrofon illetve kamera segítségével. A Flash tartalmaz egy ActionScript nevű objektumorientált nyelvet és támogatja az automatizálást a JavaScript Flash Language (JSFL) segítségével. Flash tartalmak számos számítógép rendszeren és eszközön jeleníthetők meg Adobe Flash Player segítségével, amely ingyenesen elérhető a népszerűbb böngészőkhöz. Flash Lite használatával elérhetők még a mobil és egyéb elektronikus eszközökön is ezek a tartalmak.

### Java
A Java appletek mind interaktív vizualizációk készítésére, mind videók, háromdimenziós objektumok illetve egyéb médiumok megjelenítésére használhatók. A Java appletek alkalmasabbak olyan bonyolultabb vizualizációk elkészítésére, amelyek jelentős programozási munkával járnak magas szintű nyelveken vagy kommunikációt igényelnek az applet és a szerver között. Az Oracle új JavaFX platformja egy újabb versenyzőnek számít a RIA alkalmazások között.

### Microsoft Silverlight
Az elmúlt években a Silverlight nagy vetélytársává vált a Flashnek. Még nem olyan elterjedt a weboldalakon mint a Flash, de számos nagy szabású eseménynek biztosította a videó streaminget. Többek között a 2008. évi nyári olimpiai játékoknak Pekingben és a 2010. évi téli olimpiai játékoknak Vancouverben. Ugyancsak a Silverlightot használja a Netflix a beépített videó stream szolgáltatásához.

## Története
Maga a kifejezés "rich internet application" 2002 márciusában a Macromedia által kiadott white paper-ben jelent meg először, bár a koncepció néhány évvel korábban is létezett már az alábbi neveken:
- Remote Scripting, a Microsoft által, 1999-ből
- X Internet, Forrester Research által 2000. októberéből
- Rich (Web) clients
- Rich Web application

## Tervezés, terjesztés, költség
A RIA programok az úgynevezett Rich Client telepítési modellt (a lefordított kliens alkalmazás a böngészőn keresztül települ) használják a vékony kliens szerver modellel szemben (ahol a felhasználó által látott megjelenítési réteg a szerver által vezérelt).
A Flash, Silverlight és JavaFX platformok a felhasználó böngészőjében érhetők el bővítményekként. Ezen platformok adatforgalma limitálva van az inicializálás során, hogy csak azokat a tartalmakat töltsék le amelyek szükségesek az oldal megtekintéséhez. A böngészőbe beépülő bővítményeket csak egyszer kell letölteni, nem szükséges az újratöltésük minden alkalommal amikor az oldal megjelenítésre kerül. Ez a tulajdonság csökkenti az alkalmazások betöltési idejét, a sávszélesség igényét, illetve a szerver elérésének idejét.
A RIA mellett kampányolók állítják, hogy a RIA alkalmazások fejlesztése, karbantartása és üzemeltetése olcsóbb mint a HTML alapú alternatíváké a nagyobb fejlesztői produktivitás és a szabványosított, visszafelé kompatibilis futtató környezeteknek köszönhetően. Egy 2010-es International Data Corporation által elkészített tanulmány szerint, átlagosan 450 000 dollár a megtakarítás alkalmazásonként, ha az, Flash segítségével készül (abban az esetben ha a szabad szoftver Flex SDK-t használták), ez 39%-os megtakarítás hároméves időszak alatt.

## Jellegzetességek
A RIA alkalmazások kihívást jelentenek a keresőmotorok számára az indexelés miatt, de legalább mostanra a Flash tartalmak részben indexelhetők.
A biztonság növelhető magán az alkalmazáson belül (például a homokozó és automatikus frissítések alkalmazásával), de a böngészőbe beépülő bővítmények sebezhetőek, mivel sokkal nagyobb a futtató eszköz erőforrásaihoz való hozzáférésük, mint a natív webes alkalmazásoknak. Biztonsági megfontolásból a legtöbb RIA alkalmazás a kliens oldali részeket egy elkülönített részen futtatja, amit homokozónak hívnak. Ez a homokozó limitálja a szerver oldal hozzáférését a kliensoldali fájlrendszerhez illetve operációs rendszerhez. Ezzel a megközelítéssel a kliens oldalon végezhetők lokális műveletek, számítások, formázás és egyéb műveletek, így lecsökkentve a szerver-kliens kommunikáció nagyságát és sűrűségét. Ez a tulajdonság nagy előnye a RIA alkalmazásoknak, az úgynevezett vékonykliens megvalósításokkal szemben.

## Hanyatlás
2011. novemberében számos bejelentés érkezett amelyek a RIA alkalmazások hanyatlását demonstrálják. Az Adobe bejelentette, hogy abba hagyja a Flash mobilokra és tévékre való fejlesztését(átcsoportosítja az erőforrásait a Adobe AIR-re). Tudósok megkérdőjelezték a PC-re való gyártás fontosságát is. Úgy jellemezték ezen eseményeket mint "a vég kezdete". A Rim bejelentette, hogy folytatná a Flash fejlesztését a PlayBookra, melyet a "Rim legrosszabb döntése" néven emlegetnek. Pletykák terjednek arról, hogy a Microsoft feladja a Silverlightot az ötös verzió megjelenése után. Ezen bejelentések kombinációja azt mondatja egyesekkel, hogy itt a vége a böngészőbe épülő bővítmények korának.

## Fordítás
Ez a szócikk részben vagy egészben  a   Rich Internet Application című angol Wikipédia-szócikk ezen változatának fordításán alapul.  Az eredeti cikk szerkesztőit annak laptörténete sorolja fel. Ez a jelzés csupán a megfogalmazás eredetét és a szerzői jogokat jelzi, nem szolgál a cikkben szereplő információk forrásmegjelöléseként.